# Permindex
Permindex, também conhecida como Permanent Industrial Exposition ou Permanent Industrial Expositions, foi uma organização comercial com sede em Basileia, Suíça. As alegações de que Permindex era uma organização de fachada para a Agência Central de Inteligência foram avançadas por defensores de algumas teorias da conspiração do assassinato de John F. Kennedy.

## História
A Permindex foi descrita como uma holding construída com capital canadense, italiano, suíço e norte-americano. Em 1960, tinha vinte acionistas. Em 1959, o ex-primeiro-ministro da Hungria Ferenc Nagy, considerado presidente da Permindex, delineou os planos do grupo para construir "o primeiro centro comercial internacional da Europa para empresários" dentro da anteriormente inacabada Exposição Universal de Roma. A Permindex ocupou quatrocentos mil pés quadrados dentro dos quatro "palácios" sob um arrendamento de nove anos com outra opção de nove anos. O projeto foi modelado e projetado para competir com o International Trade Mart em Nova Orleães. O centro foi inaugurado em 16 de janeiro de 1960.

## Alegações
O empresário Clay Shaw, chefe do International Trade Mart em Nova Orleães, representou os Estados Unidos no conselho de administração da Permindex. Em 1.º de março de 1967, Shaw foi preso e acusado de conspirar para assassinar o presidente John F. Kennedy pelo procurador do distrito de Nova Orleães, Jim Garrison. Três dias depois, em 4 de março, o jornal de esquerda italiano Paese Sera publicou uma história alegando que Shaw estava ligado à CIA por meio de seu envolvimento no Centro Mondiale Commerciale, uma subsidiária da Permindex na qual Shaw também era considerado um membro do conselho. De acordo com Paese Sera, o CMC era uma organização de fachada desenvolvida pela CIA para transferir fundos para a Itália para "atividades ilegais de espionagem política" e tentou depor o presidente francês Charles de Gaulle no início dos anos 1960. Em 6 de março, o jornal publicou outras alegações sobre indivíduos que dizia estarem ligados à Permindex, incluindo Louis Bloomfield, a quem descreveu como "um agente americano que agora desempenha o papel de um empresário do Canadá (que) estabeleceu laços secretos em Roma com deputados dos partidos democratas-cristãos e neofascistas". As alegações foram recontadas em vários jornais associados aos partidos comunistas na Itália (l'Unità), França (L'Humanité) e União Soviética (Pravda), bem como jornais de esquerda no Canadá e na Grécia, antes de chegar à imprensa americana oito semanas depois. O jornalista americano Max Holland afirmou que as alegações do Paese Sera conectando Shaw à CIA eventualmente levaram Garrison a implicar a CIA em uma conspiração para assassinar Kennedy.
Após sua absolvição, Shaw explicou sua posição com a organização em uma entrevista publicada na Penthouse: "Eu não me importava em fazer parte do conselho deles, embora não houvesse dinheiro envolvido, mas teria que ir a Roma anualmente para as reuniões do conselho e meu caminho seria pago, então por que não?" De acordo com Holland, uma investigação interna da equipe de contraespionagem da CIA descobriu que Clay Shaw havia fornecido informações voluntariamente ao Serviço de Contato Doméstico da agência de 1948 a 1956, mas que o conteúdo das alegações não era verdadeiro. Concluiu que nem a Permindex nem o Centro Mondiale Commerciale eram uma fachada para canalizar fundos para anticomunistas e que a agência não havia solicitado a Shaw que usasse seu relacionamento com a CMC para fins clandestinos.